# Tauromaquia en Portugal

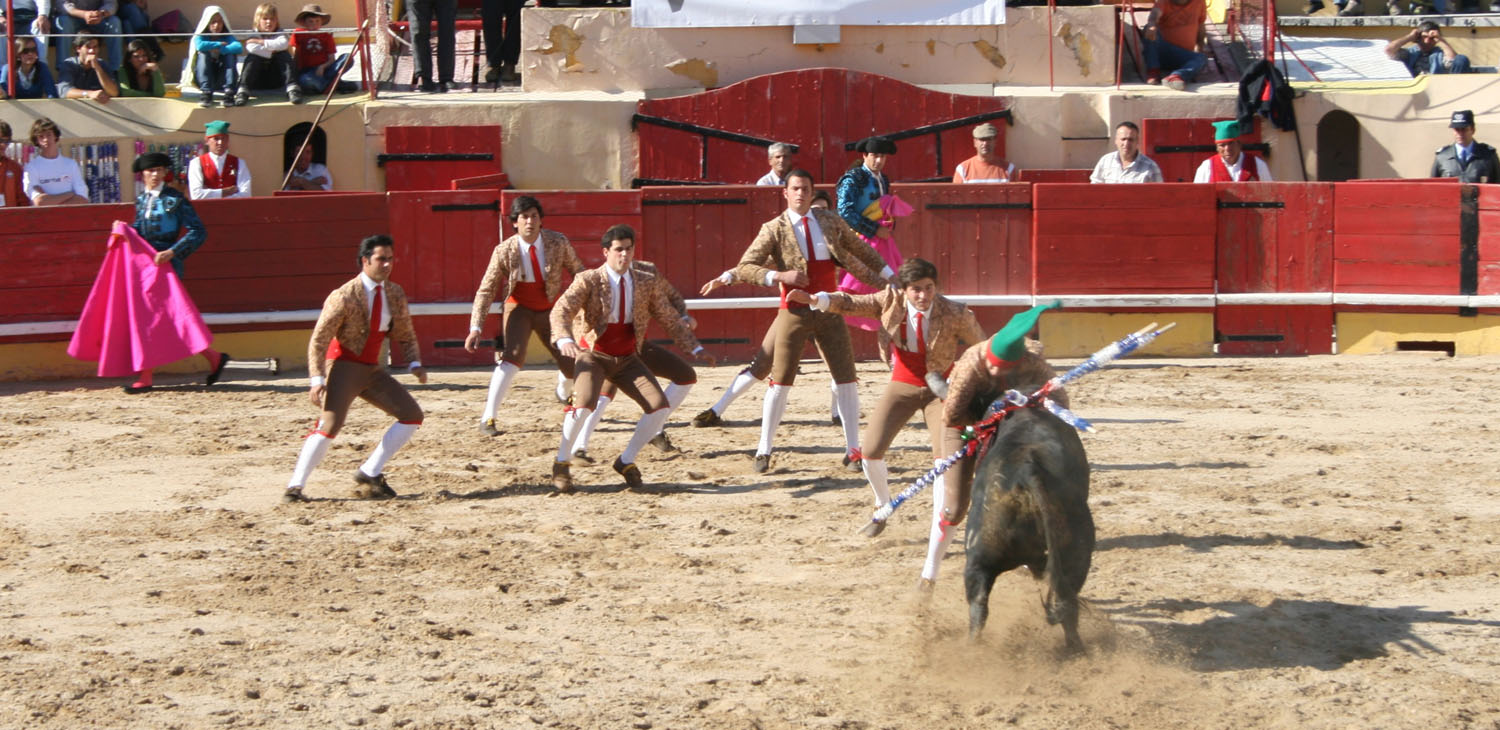
Escena de Forcados en la plaza de toros de Cartaxo.

La tauromaquia en Portugal comparte aspectos generales con la cultura del toro de lidia presentes en la vecina España, como los encierros populares (largadas) y el de diversas variantes de corridas (touradas), celebradas también en el sur de Francia y en otros países de Hispanoamérica. En Portugal concurren aspectos particulares como la preferencia por toreo a caballo o rejoneo y los forcados, una suerte típica de las corridas de toros lusas. En las corridas de toros de Portugal al toro tras la lidia no se le da muerte en el ruedo sino en los corrales de la plaza desde el 1 de abril de 1928, a excepción de la localidad de Barrancos, en el Alentejo. A pesar de estar despenalizada por el parlamento portugués la muerte del toro en el ruedo desde el año 2000, se mantiene. El centro taurino de referencia en Portugal es Ribatejo y la temporada va de abril a octubre. El parlamento de Portugal rechazó en 2018 la propuesta de prohibir las corridas de toros por considerarlas una parte importante de su cultura y tradiciones.
Tras la decisión del ayuntamiento de Póvoa de Varzim de prohibir los festejos taurinos a principios del año 2019, en septiembre de 2019 el Tribunal Administrativo y Fiscal de Oporto declaró inconstitucional dicha decisión, por lo que en Portugal no están prohibidos los espectáculos taurinos.